# Georg Berkholz
Georg Berkholz (* 23. November 1817 in Heidenfeld (Livl.), jetzt Sarkaņi, Bezirk Madona, Lettland; † 7. Januar 1886 in Meran) war ein deutschbaltischer Bibliothekar und Publizist.

## Leben
Von 1836 bis 1837 studierte er an der Kaiserlichen Universität Dorpat.
Er war von 1852 bis 1861 Bibliothekar der Kaiserlich Öffentlichen Bibliothek (Gründer der Abteilung Russica) und der Großfürstin Helena Pawlowna in St. Petersburg.
Darüber hinaus war er seit 1842 Mitglied, von 1866 bis 1875 Mitdirektor, von 1876 bis 1885 Präsident und ab 1885 Ehrenmitglied der Gesellschaft für Geschichte und Altertumskunde der Ostseeprovinzen Russlands.
Von 1862 bis 1869 war er Redakteur der Baltischen Monatsschrift (bis 1865 mit Theodor Boetticher und Alexander Faltin).